# Yin (EP)
Yin è il secondo EP del rapper italiano Highsnob, realizzato insieme al produttore Andry The Hitmaker e pubblicato il 4 ottobre 2019.

## Tracce
1. Poison Ivy – 2:44
2. Attacco di panico – 2:35
3. Una come te – 2:42
4. Click click – 3:41
5. Era novembre – 2:54
6. Adieu – 2:31